# 전자기학 활용 사례의 이론적 고찰
아래는 전자기학 활용 사례의 이론적 고찰에 대한 설명이다.

## 서론
정전기나 자석과 같은 전기와 자기 현상은 생활 속에서 어렵지 않게 관찰할 수 있다. 실제로 고대 그리스 철학자 탈레스는 호박을 마찰시켰을 때 호박에 작은 물체가 달라붙는 정전기 현상을 발견하기도 하는 등 전기와 자기 현상은 기원전 고대 그리스와 중국에서 이미 잘 알려져있던 현상이다. 그러나, 체계적인 학문으로써의 확립은 19세기부터 시작되었다. 1785년 쿨롱의 법칙이 발견된 이후 외르스테드의 전류에 의한 자기 현상 그리고 패러데이의 전자기 유도 현상이 발견되었고 1873년 이 현상들을 모두 포함하는 4개의 미분방정식인 맥스웰의 방정식이 완성되면서 전자기학의 학문적 체계의 기반이 다져졌다. 맥스웰의 방정식은 영국의 이론물리학자이자 수학자인 J.C.Maxwell에 의해서 완성되었으며 전기와 자기의 현상을 최초로 수학적인 식으로 표현한 것으로, 전기장과 자기장의 회전과 발산을 두 장의 원천인 전하와 전류에 대한 식으로 나타내고 있다.
전자기학은 뉴턴의 역학과 함께 고전 물리학으로 분류되지만, 뉴턴 역학과는 다르게 전자기학은 오늘날까지도 많은 분야에서 다양하게 활용되고 있다. 20세기 초반, 매우 낮은 온도에서 전기적 저항이 사라지는 초전도체가 발견되었다. 초전도체는 전기저항을 획기적으로 감소시킬 수 있기에 에너지 효율성은 물론 기기의 소형화에도 응용될 수 있다. 때문에, 오늘날 이를 상온에서도 사용할 수 있도록하는 연구가 각광받고 있다. 뿐만 아니라, 초전도체에 의한 자기 현상을 이용하여 자기 부상열차 등의 운송 수단에 활용되고 있다. 전자기 현상은 군사적으로도 활용되고 있는데 최근 EMP탄과 이를 방어할 수 있는 차폐 연구도 큰 관심을 받고 있다. EMP는 고에너지의 전자기파인 감마선이 방출되는 현상으로 전자기기의 기능을 마비시키는 것으로 잘 알려져있다. 원래 EMP는 핵 폭탄이 폭발하면서 나오는 것으로 알려져있는데 최근에는 EMP만을 방출시키는 EMP 탄이 개발되었으며 반대로 EMP 탄에 의한 군사시설 마비등을 방지하기 위하여 이를 차폐하는 시설을 구축하고 있는 추세이다.
이 문서는 실생활에서 응용되고 있는 전자기학의 내용들을 이론적으로 접근, 간단한 모형의 문제로 바꾸어 이를 해석하는 방법을 활용하여 그 원리를 이해하는 것이다. 주제는 크게 초전도체와 자기부상열차, 프레넬 방정식과 레이다 그리고 EMP 탄과 전자기 차폐이다.

## 초전도체
시작에 앞서, 전자기학의 맥스웰 방정식은 식 (1)-(4)와 같다.
{\textstyle (1)\nabla \cdot {\vec {E}}=\rho /\epsilon _{0}}
{\displaystyle (2)\nabla \times {\vec {E}}={\frac {\partial {\vec {B}}}{\partial t}}}
{\displaystyle (3)\nabla \cdot {\vec {B}}=0}
{\displaystyle (4)\nabla \times {\vec {B}}=\mu _{0}({\vec {J}}+\epsilon _{0}{\frac {\partial {\vec {E}}}{\partial t}})}
먼저, 초전도체의 마이스너 효과를 전기장이 0인 완벽한 도체를 이용하여 살펴보자. 전기 전도도가 무한대인 완전한 도체에 알짜 전하가 존재하지 않는 상태를 가정하자. 그러면 전기장, E=0이 된다. 식(2)에 의하면 전기장의 회전은 자기장의 시간에 대한 변화와 같다. 그러나, 완전 도체의 전기장은 0이므로 완전 도체 내부의 자기장은 시간에 대해 일정하다.
{\displaystyle (5)\oint {\vec {E}}\cdot d{\vec {l}}=-{\frac {d\Phi }{dt}}}
한편, 식(5)의 패러데이의 법칙에 의하면 전기장의 경로에 대한 선적분은 자기선속의 시간 변화와 같다. 전기장이 0이므로 완전 도체의 자기선속도 시간에 대해 일정하다. 초전도체의 경우, 특정한 온도, {\displaystyle T_{c}} 이하에서 내부자기장이 0으로 일정한 물질을 의미한다. 이를 마이스너 효과(Meissner effect)라고 한다.

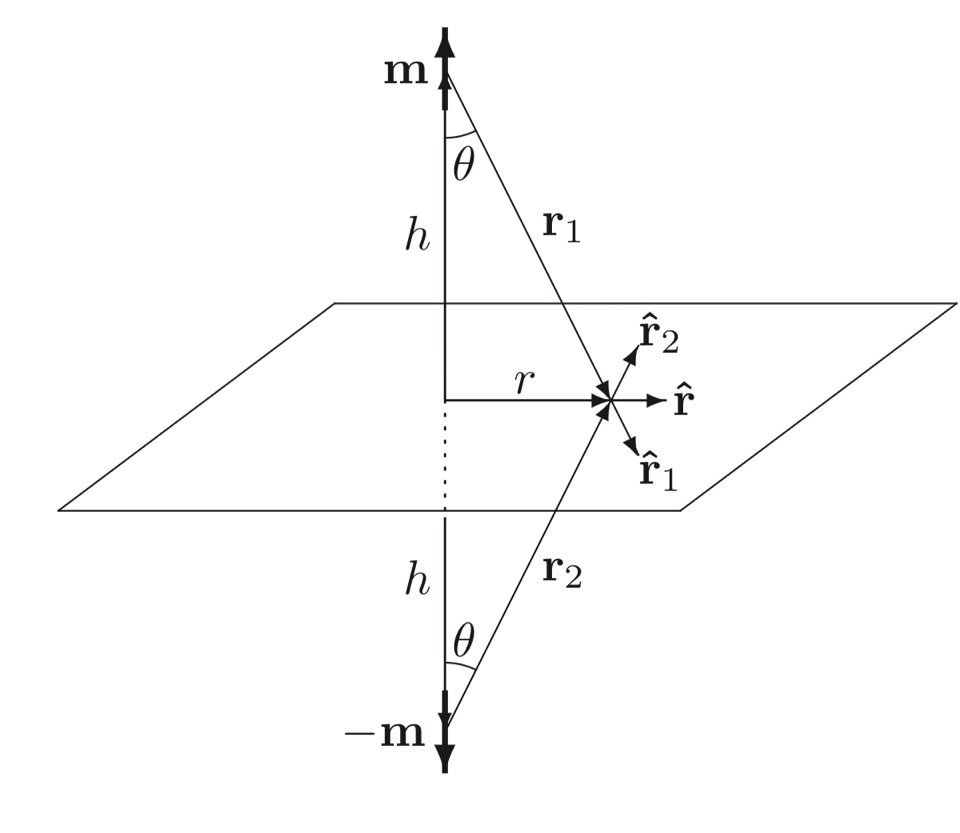
FIG1. 2h만큼 떨어진 두 개의 자기 쌍극자; Figure 1은 z=0 평면을 기준으로 대칭적으로 존재하는 두 개의 자기 쌍극자를 나타내고 있다. z>0인 공간에 존재하는 자기 모멘트가 m인 자기 쌍극자는 실제 존재하는 자기 쌍극자이며, z<0인 공간에 존재하는 자기 모멘트가 -m 자기 쌍극자는 가상의 자기 쌍극자이다.

이제, 초전도체 위에서 자기 성질을 가진 물질이 받는 힘을 보기 위해서 xy평면에서 z<0인 공간 전체에 초전도체가 있고 z= h인 위치에 자기 모멘트가 m인 자기 쌍극자가 있다고 가정하자. 앞에서 본 마이스너 효과에 의해서 z<0인 범위에서 자기장, B=0이다. 이제, 이 문제를 figure 1과 같이 가상의 자기 쌍극자(Image dipole moment)를 이용해서 접근해보자.
맥스웰의 방정식, 식(3)에 의하면 자기장의 발산이 0이므로, z방향의 자기장은 연속이다. z<0인 공간에서 자기장이 0이므로, z=0의 작은 범위 내에서는 자기장이 0이다. 따라서, 가상의 자기 쌍극자는 figure 1에 나타내어진 것처럼 z=0인 xy평면에 대하여 대칭적으로 존재하고 실제 자기 쌍극자의 자기 모멘트에 대하여 크기는 같고 부호는 반대여야한다.
{\displaystyle (6)B={\frac {\mu _{0}}{4\pi }}{\frac {1}{r^{3}}}(3({\vec {m}}\cdot {\hat {r}}){\hat {r}}-{\vec {m}})}
{\displaystyle (7){\vec {F}}=\bigtriangledown ({\vec {m}}\cdot {\vec {B}})}
자기 쌍극자에 의한 자기장의 크기는 식(6)과 같고, 자기장이 B인 공간에서 자기 모멘트가 m인 자기 쌍극자가 받는 힘은 식(7)과 같다. 따라서, 거리가 z만큼 떨어진 하나의 자기 쌍극자에 의해서 다른 쌍극자가 받는 힘을 계산하면 식(8)과 같다.
{\displaystyle (8){\vec {F}}=(-m{\hat {z}}\cdot \bigtriangledown ){\vec {B}}=m{\frac {d}{dz}}[{\frac {\mu _{0}}{4\pi }}{\frac {1}{z^{3}}}(-2m{\hat {z}})]={\frac {3\mu _{0}}{2\pi }}{\frac {m^{2}}{r^{4}}}{\hat {z}}}
이때, figure 1의 두 쌍극자가 떨어진 거리는 2h이므로, 아래의 가상의 쌍극자에 의해서 위의 실제 쌍극자가 받는 힘은 식(9)와 같다.
{\displaystyle (9)F={\frac {3\mu _{0}}{2\pi }}{\frac {m^{2}}{(2h)^{4}}}{\hat {z}}}
식 (9)에서 힘이 위쪽 방향이므로, 이 힘은 중력과 평형을 이루게 된다. 따라서 초전도체 위에 존재하는 자기 물질은 초전도체 위에서 떠있는 것이 가능하다. 이 현상을 이용한 것이 자기 부상 열차이다.
자기 부상열차는 차체가 선로로부터 떠서 이동하는 이동수단으로, 선로와의 마찰을 줄여 빠른 속도로 주행이 가능하다는 장점이 있다. 자기 부상열차는 크게 세 가지로 나뉘는데, 탄젠트 전자석 흡인식, 초전도 전자석 반발식 그리고 영구자석 반발식이 있다. 자석은 꼭 초전도체가 아니더라도 같은 극 사이의 자기 반발력이 존재하기 때문에 차체를 띄울 수 있다. 이것을 이용한 방식이 전자석을 이용한 탄젠트 전자석 흡인식이다. 이 방식은 고속에서 정밀한 조정이 불가능하여 중저속형에 이용된다. 반면 초전도 성질을 이용한 초전도 전자석 반발식은 부상 높이가 약 10 cm 정도로, 초고속형에 사용되지만, 초전도 상태의 유지를 위해서 지속적으로 초저온 상태를 유지해야한다는 단점이 있다. 만일, 상온에서도 초전도 성질을 가지는 물질이 개발된다면 자기 부상열차의 설치, 유지 비용이 급격히 절감될 것으로 예상된다.

## Fresnel's equation
전자기장이 유전율, 투자율, 굴절률이 각각{\displaystyle (\epsilon _{1},\mu _{1},n_{1})}그리고{\displaystyle (\epsilon _{2},\mu _{2},n_{2})}인 두 매질에 거쳐서 존재할 때, 맥스웰의 방정식을 만족하기 위해서 두 매질의 경계에서 만족해야하는 조건을 경계조건 (Boundary condition)이라하고 이는 식(10)-(13)과 같다.
{\displaystyle (10)\varepsilon _{1}E_{1}^{\perp }=\varepsilon _{2}E_{2}^{\perp }}
{\displaystyle (11)E_{1}^{\parallel }=E_{2}^{\parallel }}
{\displaystyle (12)B_{1}^{\perp }=B_{2}^{\perp }}
{\displaystyle (13){\frac {1}{\mu _{1}}}B_{1}^{\parallel }={\frac {1}{\mu _{2}}}B_{2}^{\parallel }}
가장 간단한 전자기파의 형태인 코사인 함수를 이용하여 경계조건과 식(14)의 굴절의 법칙을 이용하면 전자기파가 매질의 경계를 지날 때 반사되는 정도(반사율)을 수학적으로 나타낼 수 있는데 이는 식(15)-(16)과 같다. 이때,{\displaystyle \alpha ={\frac {cos(\theta _{T})}{cos(\theta _{I})}},\beta ={\frac {\mu _{1}n_{1}}{\mu _{2}n_{2}}}}이다.
{\displaystyle (14)n_{1}sin\theta _{1}=n_{2}sin\theta _{2}}
{\displaystyle (15)R_{s}=({\frac {1-\alpha \beta }{1+\alpha \beta }})^{2}={\frac {(sin(\theta _{I}-\theta _{T}))^{2}}{(sin(\theta _{I}+\theta _{T}))^{2}}}}
{\displaystyle (16)R_{p}=({\frac {\alpha -\beta }{\alpha +\beta }})^{2}={\frac {(tan(\theta _{I}-\theta _{T}))^{2}}{(tan(\theta _{I}+\theta _{T}))^{2}}}}
아랫첨자 s,p는 전자기파의 편광 상태를 나타내는 것으로 전자기파의 전기장의 방향이 입사면에 평행한 경우를 p편광, 수직한 경우를 s편광이라하며 각각의 경우의 진행방향과 전자기장의 방향은 figure 2와 같다. 식(15) - (16)을 입사각에 대한 그래프로 나타내면 figure 3과 같다. 식 (14)의 굴절의 법칙으로 인하여 굴절각은 입사각이 정해지면서 같이 정해지므로, 반사율은 오직 입사각에 대한 함수로 나타낼 수 있다. 눈여겨 볼 수 있는 점은 p편광의 반사율 그래프인데, p편광의 경우 특정한 각도에서 반사율이 0으로 수렴하는 것을 확인할 수 있다.

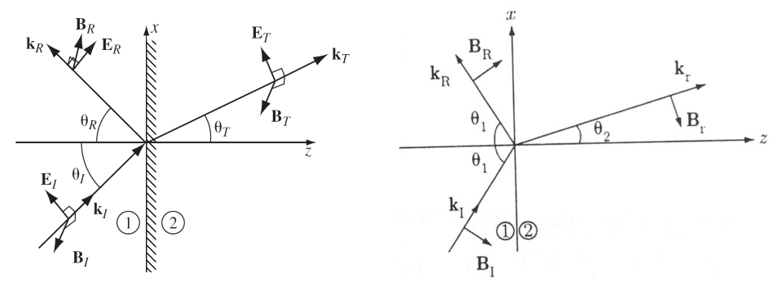
FIG2. 전자기파의 편광 상태; Figure 2는 p편광 그리고 s편광된 전자기파가 입사면 근처에서 입사,반사 그리고 굴절될 때 전자기파의 진행방향과 전자기장의 방향을 나타내고 있다. 전자기파의 진행방향은 z축 방향이다. Figure 2의 왼쪽 그림은 전자기파의 전기장의 방향이 입사면인 xy평면에 평행한 p편광 전자기파의 모습을 나타내고 있다. 반면, 오른쪽 그림이 전자기파의 전기장의 방향이 입사면에 수직인 s편광 전자기파의 모습을 나타내고 있다.

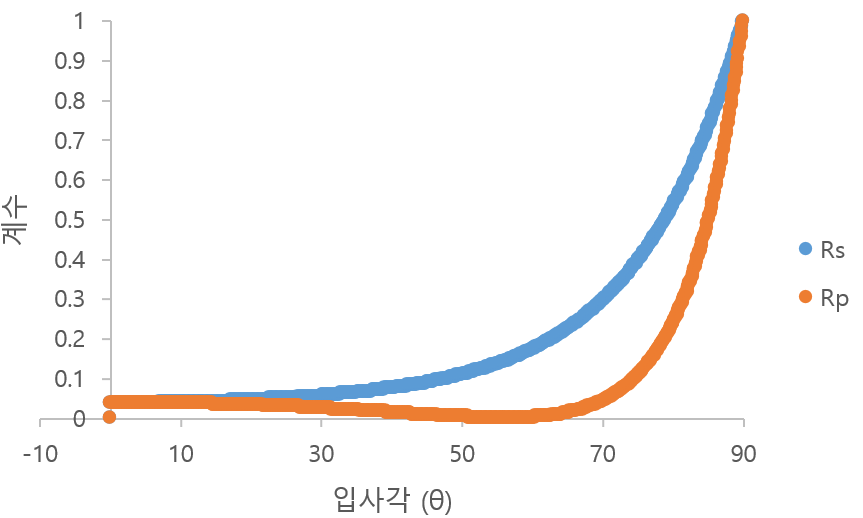
FIG3. s편광과 p편광의 입사각에 대한 반사율의 그래프; Figure 3는 s,p편광의 입사각에 대한 반사율의 그래프를 나타낸 것이다. 파란색이 s편광, 주황색이 p편광의 그래프이며 n=1.5로 유리의 경우를 나타낸 것이다.

이때, 식(16)에 의하면 {\displaystyle \alpha =\beta } 일 때 p편광의 반사율이 0이되며, 두 매질의 투자율이 거의 같다고 두면 이 때의 입사각,{\displaystyle \theta _{b}}를 식(17)과 같이 결정할 수 있다. 이때의 각도를 브루스터 각(Brewster's angle)이라 한다.
{\displaystyle (17)\theta _{b}={\frac {n_{2}}{n_{1}}}}
전자기파가 p또는 s편광이 되지않은 상태에서 브루스터 각으로 입사한다면, p편광의 반사율이 0이므로 s편광되어 빛이 빠져나온다. 이 경우 전자기파의 세기가 감소하게 되는데, 이러한 성질을 군사적으로 활용한 사례가 다중경로 현상(Miltipath)이다. 레이다의 신호가 송신될 때, 송신위치에서 수신위치로 바로 전달되는 파도 존재하지만, 해수면에 반사되어 전달되는 경우도 존재한다. 이 경우 수신위치에서 해당 레이다 신호에 대하여 혼란을 줄 수 있는데, 레이다 유도 미사일과 같이 정밀함이 요구되는 작업의 경우, 해수면에 의한 반사파가 매우 치명적인 오차를 초래한다. 이를 다중경로 현상이라고 하는데, 이를 최소화 시키기 위해서 레이다를 브루스터 각으로 보내는 방식을 취한다.
이 밖에도 레이저에서도 브루스터 각이 활용되는데, 레이저를 만드는 과정에서 레이저가 증폭 매체로 입사할 때, 두 매질의 굴절률 차이로 인해서 생기는 손실이 발생한다. 레이저가 매체 사이를 왕복하는 횟수가 증가할수록 레이저의 효율이 급격히 감소하기 때문에 반사로 인한 손실을 최소화 시키는 것이 중요하다. 이때, 반사에 의한 손실을 최소화 시키기 위한 장치로써 브루스터 창(Brewster window)가 활용되고 있다.

## EMP & Shielding
EMP의 존재는 1958년 미국의 수소폭탄 개발과 1962년 미 해군의 태평양 상공에서 핵무기 실험에서 처음 알려졌다. 당시 폭발 장소로부터 1000km이상 떨어진 거리에서 전자장비의 치명적인 손상 및 오작동이 핵 폭탄의 폭발에서부터 나오는 강력한 전자기파에 의한 것임이 밝혀졌고 이를 EMP라고 한다. 오늘날 대부분의 군사시설과 통신망들은 EMP에 매우 치명적이므로 전쟁무기로써 EMP의 개발이 시작되었고 그 결과 핵 폭탄이 아닌 비핵무기에 의해 EMP를 방출시키는 무기로써 EMP탄이 개발되었다.

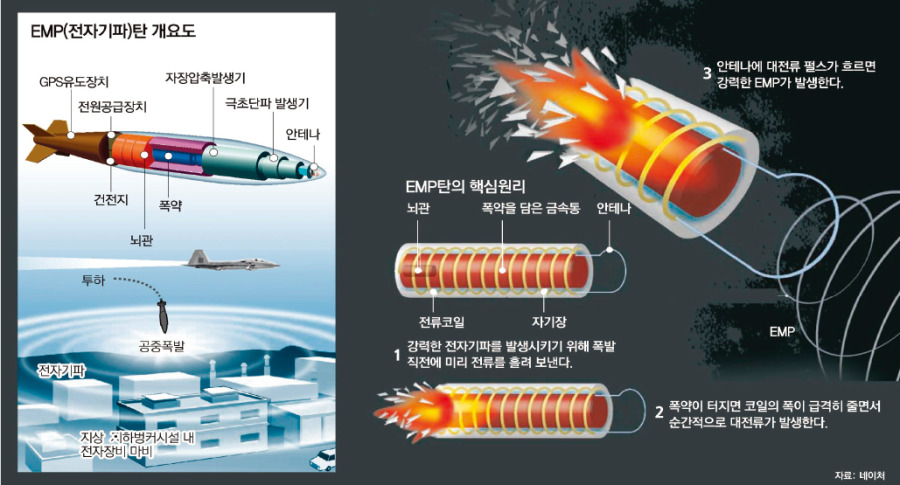
FIG5. 비핵 EMP 탄의 원리; Figure 5는 비핵 EMP 탄의 원리를 나타내고 있다. GPS 유도 장치는 EMP탄의 위치를 파악시켜주는 장치, 건전지 및 전원 공급장치는 신호에 맞게 폭약을 터뜨리고, 자장 압축 발생기에 있는 코일에서 자기장을 만들어내는 역할을 한다. EMP가 폭약에 의해서 터지면 코일에서 만들어진 강한 자기장은 안테나를 통해서 강한 EMP를 방출시키고 이는 공중에서 넓은 영역에 거쳐서 전자기기를 훼손시킨다.

Figure 5는 비핵 EMP 탄의 원리를 나타내고 있다. 먼저, 전류 코일에 미리 전류가 흐르도록하여 강한 전자기파를 발생시킨다. 그리고 전류 코일과 폭약이 포함된 EMP 탄이 폭약에 의해서 터지게 되면 순간적으로 큰 전류가 흐르게 되면서 이것이 안테나를 통해 EMP로 방출된다. 방출된 EMP는 감마선 수준의 강한 에너지를 포함하여 넓은 영역에 거쳐서 방출된다. 방출된 전자기파는 콤프턴 효과에 의해서 전자들이 회로를 통해 빠르게 빠져나가게되고 전자 회로에 과전류가 흐르게 되어 전자기기가 제 기능을 상실한다.
오늘날 대부분의 시설이 전자기기로 이루어져있는 만큼, EMP탄은 현대 전쟁에서 굉장히 치명적인 무기로 작용할 수 있다. 이에 대비하기 위하여 EMP를 차단할 수 있는 방호시설에 관한 연구도 활발하게 진행되고 있다. EMP를 차폐시키기 위해서는 외부에서 전자기장이 존재하여도 내부의 전자기장이 0이 되어야한다. 전기장의 경우, 정전기적 평형 상태의 도체는 도체 내부에서 전기장이 0이므로 쉽게 차폐가 가능하지만, 자기장의 경우 차폐가 조금 복잡하다. 따라서 간단히 반지름이 안쪽 반지름이 a이고 바깥쪽 지름이 b인 구 껍질의 외부에 균일한 자기장, {\displaystyle B_{0}}가 존재할 때, 내부의 자기장을 구할 것이다.
자유전류가 없어, 자기장의 회전, {\displaystyle \nabla \times {\vec {B}}}이 0이 되므로, 전기장과 마찬가지로 {\displaystyle B=-\bigtriangledown \Phi }인 자기 스칼라 전위,$\Phi$를 정의할 수 있다. 그리고 자기장의 발산,{\displaystyle \bigtriangledown \cdot {\vec {B}}}는 항상 0이므로, 자기 스칼라 전위는 라플라스 방정식, {\displaystyle \bigtriangledown ^{2}\Phi =0}을 만족한다. 구 좌표계에 대한 라플라스 방정식의 일반해는 식(18)과 같다. 이때, {\displaystyle P_{l}(cos\theta )}는 Legendre polynomials이다.

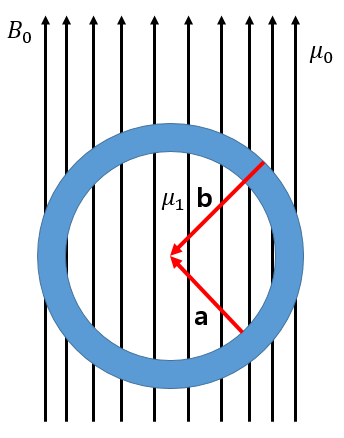
FIG6. 자기장 차폐 모형; Figure 6은 자기장 안쪽 반지름이 a이고 바깥 반지름이 b인 구껍질의 바깥에 균일한 자기장 B_{0}가 z축 방향으로 존재하는 것을 나타내고 있다. 이때, 구 껍질 내부의 투자율은 이고 바깥의 투자율은 이다.

{\displaystyle (18)\Phi =\sum _{l=0}^{\infty }(A_{l}r^{l}+{\frac {B_{l}}{r^{l+1}}})P_{l}(cos\theta )}
따라서 세 구간, 0<r<a, a<r<b 그리고 b<r인 구간에서 자기 스칼라 전위를 각각 {\displaystyle \Phi _{1},\Phi _{2},\Phi _{3}}라 하자. 그러면 이를 다음과 같이 나타낼 수 있다.
{\displaystyle (19)\Phi _{1}=\sum _{l=0}^{\infty }(A_{1l}r^{l}+{\frac {B_{1l}}{r^{l+1}}})P_{l}(cos\theta )}
{\displaystyle (20)\Phi _{2}=\sum _{l=0}^{\infty }(A_{2l}r^{l}+{\frac {B_{2l}}{r^{l+1}}})P_{l}(cos\theta )}
{\displaystyle (21)\Phi _{3}=\sum _{l=0}^{\infty }(A_{3l}r^{l}+{\frac {B_{3l}}{r^{l+1}}})P_{l}(cos\theta )}
이때, r->0일 때 {\displaystyle \Phi _{1}=0}이고, {\displaystyle r->\infty }일 때 {\displaystyle \Phi _{3}=0}이다. 그리고 {\displaystyle r->\infty }일 때, 구를 무시할 수 있으므로, 원래의 자기장인 {\displaystyle B=B_{0}{\hat {z}}}이다. {\displaystyle r->\infty }일 때, {\displaystyle \Phi _{3}=-{\frac {B_{0}rcos\theta }{\mu _{0}}}}. 이를 정리하면 세 개의 자기 스칼라 전위를 다음과 같이 간단히 할 수 있다.
{\displaystyle (22)\Phi _{1}=\sum _{l=0}^{\infty }{\frac {B_{1l}}{r^{l+1}}}P_{l}(cos\theta )}
{\displaystyle (23)\Phi _{2}=\sum _{l=0}^{\infty }(A_{2l}r^{l}+{\frac {B_{2l}}{r^{l+1}}})P_{l}(cos\theta )}
{\displaystyle (24)\Phi _{3}=\sum _{l=0}^{\infty }{\frac {B_{3l}}{r^{l+1}}}P_{l}(cos\theta )-{\frac {B_{0}rcos\theta }{\mu _{0}}}}
자기 스칼라 전위가 연속이라는 조건, {\displaystyle \Phi _{1}(a)=\Phi _{2}(a),\Phi _{2}(b)=\Phi _{3}(b)}과 {\displaystyle r=a,r=b}인 각 경계에서 식(12)-(13)의 경계조건을 만족해야한다는 조건을 사용한다. 그리고 이를 정리하여 구 내부에서 자기장을 구하면 식(25)와 같다.
{\displaystyle (25){\vec {B_{in}}}={\frac {9\mu _{1}\mu _{0}}{(2\mu _{1}+\mu _{0})(\mu _{1}+\mu _{0})-2(a/b)^{3}(\mu _{1}-\mu _{0})^{2}}}B_{0}{\hat {z}}}
식 (25)에서 눈여겨 볼 수 있는 것은 {\displaystyle \mu _{1}}이 0이 되거나, 매우 커지면 ({\displaystyle \mu _{1}->\infty }) 내부 자기장이 0이 된다. 즉, 외부 자기장에 대하여 차폐를 할 때, 투자율이 큰 물질을 이용하여 방호시설을 구축하면 EMP에 의한 피해를 감소시킬 수 있다. 그러나, 이 경우는 사람이 대피해야할 장소인 0<r<a인 곳의 투자율을 바꾸어야하므로 적절하지 못한 모형이다. 따라서 figure 7과 같이 0<r<a, a<r<b 그리고 b<r 인 부분의 투자율을 각각 {\displaystyle \mu _{1},\mu _{2},\mu _{3}}라 모형을 바꾸어놓고 외부 자기장을 {\displaystyle H_{0}}로 바꾸어 놓으면 0<r<a인 범위에서의 자기 스칼라함수는 다음과 같이 주어진다.
{\displaystyle (26)\Phi _{1}=-(H_{0}+H_{1}+H_{2})rcos\theta }
{\displaystyle (27)H_{1}=3H_{0}(b/a)^{3}{\frac {\mu _{3}(\mu _{2}-\mu _{1})}{D}}}
{\displaystyle (28)H_{2}=-H_{0}{\frac {(\mu _{2}-\mu _{3})[(b/a)^{3}(\mu _{1}+2\mu _{2})-2(\mu _{2}+\mu _{1})]}{D}}}
이때, {\displaystyle \mu _{2}->\infty ,\mu _{2}->0}이면 {\displaystyle \Phi _{1}=0}이 되어, 0<r<a인 범위에서의 자기장이 0이 된다. 즉, 사람이 직접 머물러야하는 안쪽 공간과 바깥쪽 공간 사이를 이루는 공간 (a<r<b)의 투자율이 매우 크거나 0이 되면 자기장이 차폐되는 것을 확인할 수 있다. 하지만, 실제 EMP 차폐 방호시설의 경우에는 사람이 사용하는 전력 시설의 전력을 공급해줄 선이나, 물자를 나를 수 있는 공간, 출입문 등이 구성되어야하기 때문에 실제로 위의 모형과 같이 아주 완벽하게 닫혀있는 모델로 생각할 수 없다. EMP가 어느 시기에 터질 것인지 장담할 수 없으므로, 출입문이 닫혀있든 열려있든 차폐는 지속되어야한다. 따라서 이를 해결하기 위해서 차폐실의 출입문은 WBC(Waveguide-Below-Cutoff) 원리를 따라 제작한다.

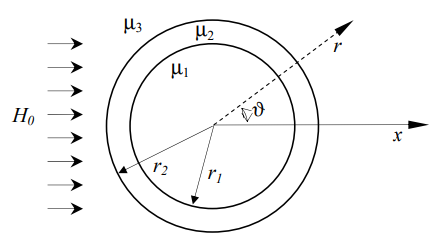
FIG7. 새로운 자기장 차폐 모형; Figure 7은 figure 6의 자기장 차폐 모형에서 $0<r<a$, $a<r<b$ 그리고 $b<r$ 인 부분의 투자율을 각각 $\mu_{1}$, $\mu_{2}$ 그리고 $\mu_{3}$으로 투자율을 바꾼 것이다. 그리고 외부 자기장을 $H_{0}$로 설정하였다.

Figure 8은 도파관을 이용한 차폐실의 출입문을 나타내고 있다. 차폐실의 출입문 앞쪽에 figure 8과 같이 완전 도체로 이루어진 도파관을 설치하면 입사하는 전자기파의 진폭이 감소하여 EMP가 방호공간 내로 쉽게 들어올 수 없다. 이 모든 과정은 식(1)-(4)의 맥스웰 방정식과 식(10)-(13)의 경계조건으로 보일 수 있다. 먼저, 자유전하와 자유 전류가 없는 맥스웰 방정식은 식(29)-(32)으로 고쳐쓸 수 있다.
{\displaystyle (29)\bigtriangledown \cdot {\vec {E}}=0}
{\displaystyle (30)\bigtriangledown \times {\vec {E}}=-{\frac {\partial {\vec {B}}}{\partial t}}}
{\displaystyle (31)\bigtriangledown \cdot {\vec {B}}=0}
{\displaystyle (32)\bigtriangledown \times {\vec {B}}=\mu _{0}\epsilon _{0}{\frac {\partial {\vec {E}}}{\partial t}}}

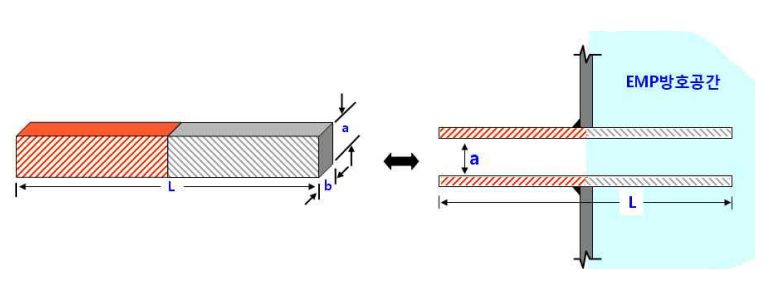
FIG8.차폐 방호시설의 출입문 설계도; Figure 8은 차폐 방호시설의 출입문이 열렸을 때 EMP가 시설의 내부로 진입하는 것을 막기 위해 설치한 도파관의 모습이다. 방호공간의 출입문의 앞쪽으로 긴 도파관을 설치하면 EMP가 도파관을 통과하면서 진폭이 감소하여 내부까지 진입할 수 없게 된다.

이때, 전자기파는 식(33)-(34)처럼 z축 방향으로 진행하는 간단한 형태의 복소함수로 나타낼 수 있고, 이때, 전기장과 자기장의 크기에 대한 벡터를 각각 식(36)-(37)처럼 각 성분별로 나눌 수 있다. 이때, 각 성분들은 상수가 아닌 x,y,z에 대한 스칼라 함수이다.
{\displaystyle (33){\widetilde {E(x,y,z,t)}}={\vec {E_{0}(x,y)}}e^{i(kz-wt)}}
{\displaystyle (34){\widetilde {B(x,y,z,t)}}={\vec {B_{0}(x,y)}}e^{i(kz-wt)}}
{\displaystyle (35){\vec {E_{0}}}=E_{x}{\hat {x}}+E_{y}{\hat {y}}+E_{z}{\hat {z}}}
{\displaystyle (36){\vec {B_{0}}}=B_{x}{\hat {x}}+B_{y}{\hat {y}}+B_{z}{\hat {z}}}
그리고 이를 맥스웰 방정식에 대입하여 각 성분별로 정리하면 아래의 6개의 식을 얻을 수 있다.
{\displaystyle (37)E_{x}={\frac {i}{(w/c)^{2}-k^{2}}}(k{\frac {\partial E_{z}}{\partial x}}+w{\frac {\partial B_{z}}{\partial y}})}
{\displaystyle (38)E_{y}={\frac {i}{(w/c)^{2}-k^{2}}}(k{\frac {\partial E_{z}}{\partial y}}-w{\frac {\partial B_{z}}{\partial x}})}
{\displaystyle (39)B_{x}={\frac {i}{(w/c)^{2}-k^{2}}}(k{\frac {\partial B_{z}}{\partial x}}-(w/c^{2}){\frac {\partial E_{z}}{\partial y}})}
{\displaystyle (40)E_{x}={\frac {i}{(w/c)^{2}-k^{2}}}(k{\frac {\partial B_{z}}{\partial y}}+(w/c^{2}){\frac {\partial E_{z}}{\partial x}})}
{\displaystyle (41)[{\frac {\partial ^{2}}{\partial x^{2}}}+{\frac {\partial ^{2}}{\partial y^{2}}}+(w/c)^{2}-k^{2}]E_{z}=0}
{\displaystyle (42)[{\frac {\partial ^{2}}{\partial x^{2}}}+{\frac {\partial ^{2}}{\partial y^{2}}}+(w/c)^{2}-k^{2}]B_{z}=0}
식(41)-(42)의 두 개의 식을 이용하여 해를 구하면 나머지 4개의 해들은 자연스럽게 얻을 수 있으므로, 두 개의 해를 구하는 것이 중요하다. 이때, {\displaystyle E_{z}=0}인 TE mode의 전자기파에 대한 사각형 도파관의 해를 구해보자.

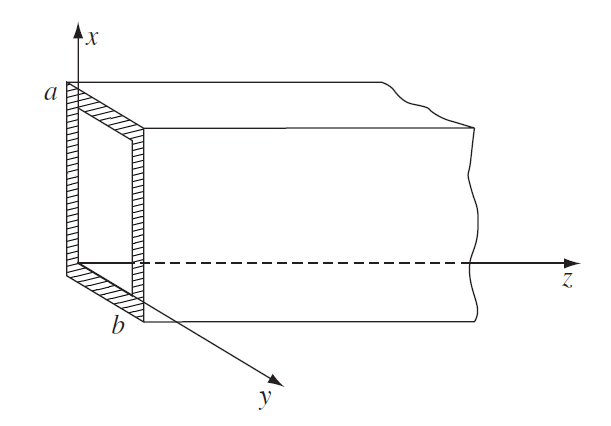
FIG9.직사각형 모양의 도파관; Figure 9는 x축으로 a, y축으로 b인 직사각형 모양의 도파관을 나타내고 있다. 전자기파는 z축으로 진행하므로 $z<0$인 곳에서 전자기파가 진행해 와서 $z>0$인 범위의 도파관을 통과해서 진행한다.

{\displaystyle B_{z}=X(x)Y(y)}의 변수 분리법과 경계조건을 사용하여 해를 구하면 식(43)와 같으며 그에 대한 파상수 k는 식(44)와 같다. 이때, mn은 0을 포함한 양의 정수이다.
{\displaystyle (43)B_{z}=B_{0}cos(m\pi x/a)cos(n\pi y/b)}
{\displaystyle (44)k={\sqrt {(w/c)^{2}-\pi ^{2}[(m/a)^{2}+(n/a)^{2}]}}={\sqrt {(w/c)^{2}-w_{mn}^{2}}}}
파상수 k가 0보다 커야 진행한다는 의미이므로, a > b라면 전자기파가 진행할 수 없을 조건(차단 주파수)은 아래와 같다.
{\displaystyle (45)w<w_{10}=c\pi /a=w_{c}=2\pi f_{c}}
그리고 최저 차단 주파수보다 낮은 진동수 f를 가진 전자기파에 대한 감쇠량은 아래와 같다.
{\displaystyle (46)A=27.3{\frac {L}{a}}{\sqrt {1-({\frac {f}{f_{c}}})}}dB}
따라서, 차폐문에 도파관을 적절히 사용하면 사람이 다닐 수 있는 문을 방호시설에 만들어도 EMP를 막아낼 수 있다. 실제로 사람이 다닐 수 있을만한 크기의 문을 제작하여 80 dB 정도의 감쇠효과를 내려면 EMP의 주파수가 49.8 MHz 이하일 때만 가능한데, 이 이상의 주파수에서는 figure 10과 같이 차폐문 두 개를 수직으로 만드는 구조를 선택하여 EMP가 방호시설 내부까지 들어오는 것을 최대한 막기도 한다.

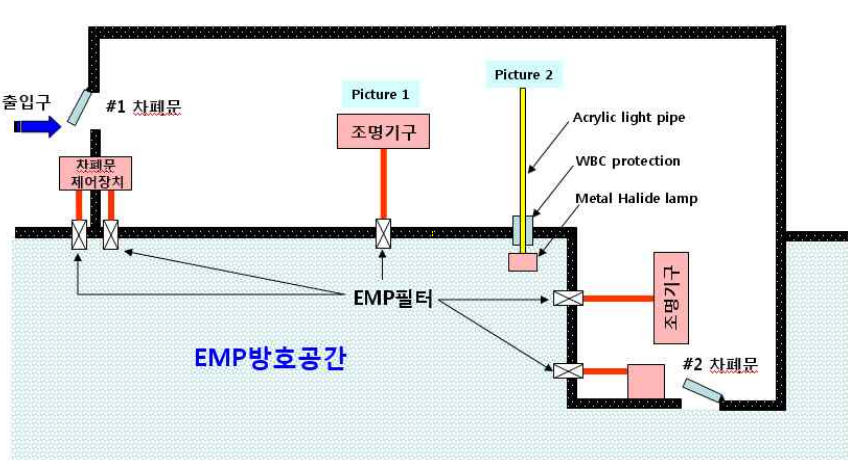
FIG10.직사각형 모양의 도파관; Figure 10은 두 개의 차폐문을 활용하여 EMP 방호시설의 출입문을 설계한 것이다. 차폐문 하나만으로 충분히 막아낼 수 없는 고주파수의 EMP까지도 완벽히 차단하기 위해서 차폐문 두 개를 수직하게 설치한 모습이다.

## 결론
이 보고서는 실생활에서 응용되고 있는 기술이나 구조물 등의 원리를 전자기학을 학습했던 지식을 이용하여 고찰하는 것을 다루고 있다. 먼저, 가상 자기 쌍극자 (Image magnetic dipole)을 이용하여 초전도체 위에 위치하는 자기 물질은 중력을 받음에도 불구하고 위에 떠 있을 수 있다는 것을 확인함으로써 자기 부상열차의 원리를 고찰하였다. 그리고 프레넬 방정식과 브루스터 각을 이용하여 레이저 효율 증가를 위한 브루스터 창(Brewster window)와 다중 경로 현상 방지를 위한 브루스터 각의 활용을 고찰하였다. 세 번째로는 EMP의 원리와 차폐 시설에 관하여 고찰하였으며, 차폐 원리를 알아보기 위해서 일정한 자기장 속에 존재하는 구를 가정하여 구의 투자율이 0이 되거나 매우 커지면 구 내부의 자기장이 0이 되어 차폐가 가능하다는 사실을 확인하였다. 뿐만 아니라, 실제 차폐 방호시설의 경우에는 현실적으로 전기, 물자 등이 조달되는 통로가 필요하며 이 통로를 만들기 위해서는 통로가 닫혀있든 열려있든 항상 EMP에 대한 차폐가 필요하다는 사실을 확인하였다. 이를 통해서 실제 차폐 방호시설의 경우에는 도파관을 설치하며 고주파수 EMP를 대비하여 차폐문을 구조적으로 변형시켜서 EMP에 대한 차폐 방호시설을 만들 수 있다는 것을 이론적으로 확인하였다. 이를 통해서 전자기학이 생활에서 이용되고 있는 부분을 이론적으로 좀 더 확실히 고찰하고 이해할 수 있었다.